# Colocleora albescens
Colocleora albescens là một loài bướm đêm trong họ Geometridae.